# Pelmatochromis ocellifer
Pelmatochromis ocellifer es una especie de peces de la familia Cichlidae en el orden de los Perciformes.

## Morfología
Los machos pueden llegar alcanzar los 13 cm de longitud total.

## Hábitat
Es una especie de clima tropical que vive entre 25 °C-28 °C de temperatura.

## Distribución geográfica
Se encuentran en África: ríos  Congo,  Mangala y  Ya.   